# 변량보
변량보(邊(邉)良輔, ? ~ ?)는 조선의 관료이자 원주 변씨 첨지공파(僉知公派)의 파조이다. 변량보(邊(邉)良輔)의 변위(邊(邉)偉)의 첫째 아들이다, 변위(邊(邉)偉)의 아들들은  량보(良輔, 첨지공僉知公), 량좌(良佐, 갑산공甲山公), 량우(良佑, 목사공牧使公), 량언(良彦, 장사랑공將仕郞公), 량걸(良傑, 정의공貞毅公)이다. 량보, 량좌, 량우, 량언, 량걸은 각각 다른 파를 만들었다. 다섯째 아들 량걸(良傑)은 임란 당시 충청도 수군절도사로 강화도를 지키는데 공을 세웠다.

## 생애
자는 국노(國老)였다. 첨중추(僉中樞, 관리관 또는 군계급 소장)를 지냈다. 그는 10월 28일에 사망했습니다(연도는 표시하지 않음). 처는 우봉 박씨로 8월 12일에 세상을 떠났다(연도는 기재하지 않음). 처는 숙부인 (淑夫人 정3품)으로 여성에게 사용한 관직을 가졌다. 변량보(邊(邉)良輔)는 수(洙), 속(涑), 기 또는 근 (沂 또는 近), 수의 네 아들을 두었다. 첨중추 또는 첨지공은 중추원의 정3품 무관의 벼슬. 중추원은 왕명의 출납(出納)·숙위(宿衛)·군기(軍機) 등을 맡아보던 관청이고 정3품 무관은 현재 군대계급 소장이다.

## 후손
첨지공파(僉知公派) 후손은 변수洙(호조참판), 변이진以震(병조참의), 변환寏(통덕랑), 변상담尙聃(첨중추), 변문璊, 변한국翰國, 변경인慶仁(통덕랑), 변태화泰和, 변동우東羽, 변지현志賢, 변석연錫淵, 변승필承弼, 변형식馨植, 변희풍熙豊, 변응주應周(아모레퍼시픽(주) 창립멤버), 변종호鍾昊, 변근호根浩, 변민호珉浩이다.